# أصحاب المقام الرفيع (مسلسل)
أصحاب المقام الرفيع هو مسلسل مصري، من تأليف منى نور الدين وإخراج علي عبد الخالق، ومن إنتاج الشركة المصرية لمدينة الإنتاج الإعلامي وتلفزيون دبي، وبطولة كل من نرمين الفقى وحسين فهمى ومحمود قابيل وعزة بهاء ونهال عنبر .

## القصة
المانسترلى هو سليل عائلة المانسترلى العريقة مالك مجموعة المانسترلى الاستثمارية وهو أب لخمسة لخمسة اولاد أكبرهم شريف وهو الذي يقوم بإدارة المجموعة الاستثمارية الذي تضم كل إخوته، إلى أن يبدأ الصراع بينهم، بعد وفاة الأب على تقسيم الميراث وتتوالى الأحداث.

## الممثلون
- حسين فهمي
- محمود قابيل
- نرمين الفقي[9][10]
- عزت أبو عوف
- سوسن بدر[11]
- نهال عنبر[12]
- إبراهيم يسري
- مادلين طبر
- نبيل نور الدين
- عزة بهاء
- خالد الصاوي
- ميسون
- يوسف فوزي
- سهام فتحي
- مجدي البنداري
- منى حسين
- جميلة عزيز
- محمود طوبار
- حمدي السخاوي
- أحمد زاهر
- بشرى[13]
- عادل حسني
- أشرف زكي
- زينة
- منة جلال
- هبة عبد الحكيم
- شريهان شرابي
- هاني عبد الحي
- وليد حسني
- محمد رزق
- هيدي كرم[14][15]
- نيفين رفعت
- سعيدة جلال
- عادل الشهاوي
- محمد حسن
- عبد الحميد سند
- سيد مصطفى
- ناجي أباظة
- جمال حجاج
- هدى الصيفي